# 维西腹链蛇
维西腹链蛇（学名：Hebius weixiensis），一种于中国云南省西北部迪庆藏族自治州维西傈僳族自治县境内发现的爬行动物，隶属于水游蛇科东亚腹链蛇属。其种加词“weixiensis”意为“云南省维西傈僳族自治县的”。

## 鉴别特征
维西腹链蛇鼻鳞二分，相互接触；颊鳞五边形，入或不入眶；上唇鳞8枚；眶前鳞1或2枚；眶后鳞3枚；下唇鳞8至10枚；背鳞19-19-17行；背鳞行数在腹鳞第96-101枚处从19减至17；腹鳞171-182枚；尾下鳞74－88，成对；肛鳞二分；背部无条纹，有的躯体后部有条纹；无腹链纹；腹面浅黄色。

## 保护
本种于2023年被收录入《有重要生态、科学、社会价值的陆生野生动物名录》。